# Società italiana di economia demografia e statistica
La Società italiana di economia demografia e statistica (SIEDS) è una istituzione culturale scientifica, apartitica e apolitica, ed ha lo scopo di contribuire al progresso degli studi economici, demografici e statistici e di stabilire attive forme di collaborazione fra i cultori di dette discipline e di altre affini nel campo delle scienze sociali e del comportamento umano.
La Rivista italiana di economia, demografia e statistica, organo della società,  pubblica articoli scientifici e gli atti delle riunioni scientifiche annuali.

## Storia della SIEDS
La SIEDS fu fondata il 29 giugno del 1939 per iniziativa di Livio Livi. La prima sede sociale fu istituita a Firenze in viale Curtatone n.1. Inizialmente denominata Società italiana di demografia e statistica (SIDS), trae le sue origini dal Comitato di consulenza per gli studi della popolazione, fondato da Livio Livi nel 1938. Le prime pubblicazioni della Società furono costituite soltanto dagli atti delle riunioni scientifiche. A partire dal mese di gennaio del 1947, la Società pubblicò il primo numero della propria rivista scientifica, la Rivista italiana di demografia e statistica  (RIDS).
Il 18 aprile del 1950 la Società decise di allargare i propri interessi anche al campo delle scienze economiche e quindi assunse l'attuale denominazione  "SIEDS – Società italiana di economia demografia e statistica",  soprattutto grazie all'iniziativa di Luigi Amoroso, matematico ed economista che insieme a Vilfredo Pareto fu uno dei primi ad analizzare la distribuzione del reddito sulla base di metodi statistici. Nello stesso anno (1950) anche la rivista scientifica della società cambiò nome ed assunse la denominazione attuale di Rivista italiana di economia demografia e statistica (RIEDS). La società consentì di instaurare legami più stretti tra gli esponenti del mondo accademico che, prima solevano incontrarsi principalmente in occasione dei seminari organizzati dall'Istituto internazionale di statistica e dell'Unione internazionale per lo studio scientifico della popolazione.
Durante il primo incontro della SIDS, tenutosi presso l'Istituto nazionale di statistica, Istat (Roma, 28-29 maggio 1939), Livio Livi sottolineò che all'epoca esistevano ormai 16 società di statistica soltanto in Europa ed altre organizzazioni con simili finalità anche in Nord America, Argentina, Brasile, India, Cina e Giappone.  Quindi gli studiosi italiani pensarono che fosse arrivato il momento giusto per costituire una propria società scientifica nazionale. Molti eminenti esponenti del mondo accademico aderirono alla società. Durante la riunione scientifica del 28 dicembre del 1940, la SIDS contava già 122 soci ordinari, tra i quali: Carlo Emilio Bonferroni, Raffaele D'Addario, Mario de Vergottini e Giuseppe Parenti (futuro rettore dell'Università di Firenze), Giuseppe De Meo (futuro presidente dell'Istat), Pierpaolo Luzzatto Fegiz, Diego De Castro, Guglielmo Tagliacarne, Bruno Grazia Resi, Ugo Papi (futuro rettore dell'Università di Roma) e Silvio Vianelli.

## La rivista
Dal 1947 la SIEDS pubblica la Rivista “Rivista Italiana di Economia, Demografia e Statistica” (The Italian Journal of Economic, Demographic and Statistical Studies). La Rivista periodicamente pubblica lavori  scientifici di autori italiani e stranieri e si propone di fornire ai lettori una visione approfondita di tutti i diversi ambiti dell'economia, della demografia e della statistica, nonché dei dibattiti scientifici che si svolgono in Italia e all'estero.
I lavori pubblicati sulla Rivista sono disponibili all'indirizzo http://www.sieds.it/index.php/page-rieds-home-page/.